# Wapen van Drenthe (heraldiek)
Het wapen van de provincie Drenthe werd officieel vastgesteld op 19 augustus 1972 en kwam deels voort uit een ouder vastgesteld wapen dat in 1830 goedgekeurd was. De wapenbeschrijving luidt:
"In goud, zittend op een gouden troon, Maria van natuurlijke kleur met een gouden kroon van drie lelies en gekleed in een gewaad van keel waaroverheen een mantel van azuur, houdende in de rechterhand een gouden scepter, uitlopend in een lelie en houdende op de linkerknie het zittende Kind Jezus van natuurlijke kleur, gekleed van zilver. Het schild gedekt met een van keel gevoerde gouden kroon van vijf bladeren, vier parels en drie diademen en gehouden door twee leeuwen van goud, getongd en genageld van keel."

## Herkomst

Wapen van 1830

Het wapen is afgeleid van dat van het Landschap Drenthe, een zegel van dit Landschap is bekend sinds 1262 maar de oudste volledige afdruk dateert van 1294. Dit wapen zou (eveneens) ontleend zijn aan het zegel van het klooster Maria in Campis. In 1830 werd het schild verleend maar niet de schilddragers, deze werden bij de wijziging van 1972 toegekend. De beschrijving van 1830 luidt:
"Een schild van goud, beladen met een Mariabeeld, houdende het Kind Jezus op de linkerknie; en gekroond van goud, zittende in een Gothischen tempel mede van goud. Het schild gedekt met eene Hertogelijke Kroon."

## Kenmerken
Het zegel toont de heilige Maria met het kind Jezus op de linkerknie. Maria zit op een gouden troon van drie lelies in een gouden Gotische kerk. Ze draagt een rood gewaad met een mantel van azuur. In de rechterhand heeft ze een gouden scepter, uitlopend in een lelie. De schilddragers zijn twee gouden klimmende leeuwen en de kroon is van een hertog. Deze kroon stamt af van Hertog Gozelinus. Drenthe was vanouds een leen van de Sticht Utrecht maar werd geleidelijk zelfstandiger.

## Afbeeldingen

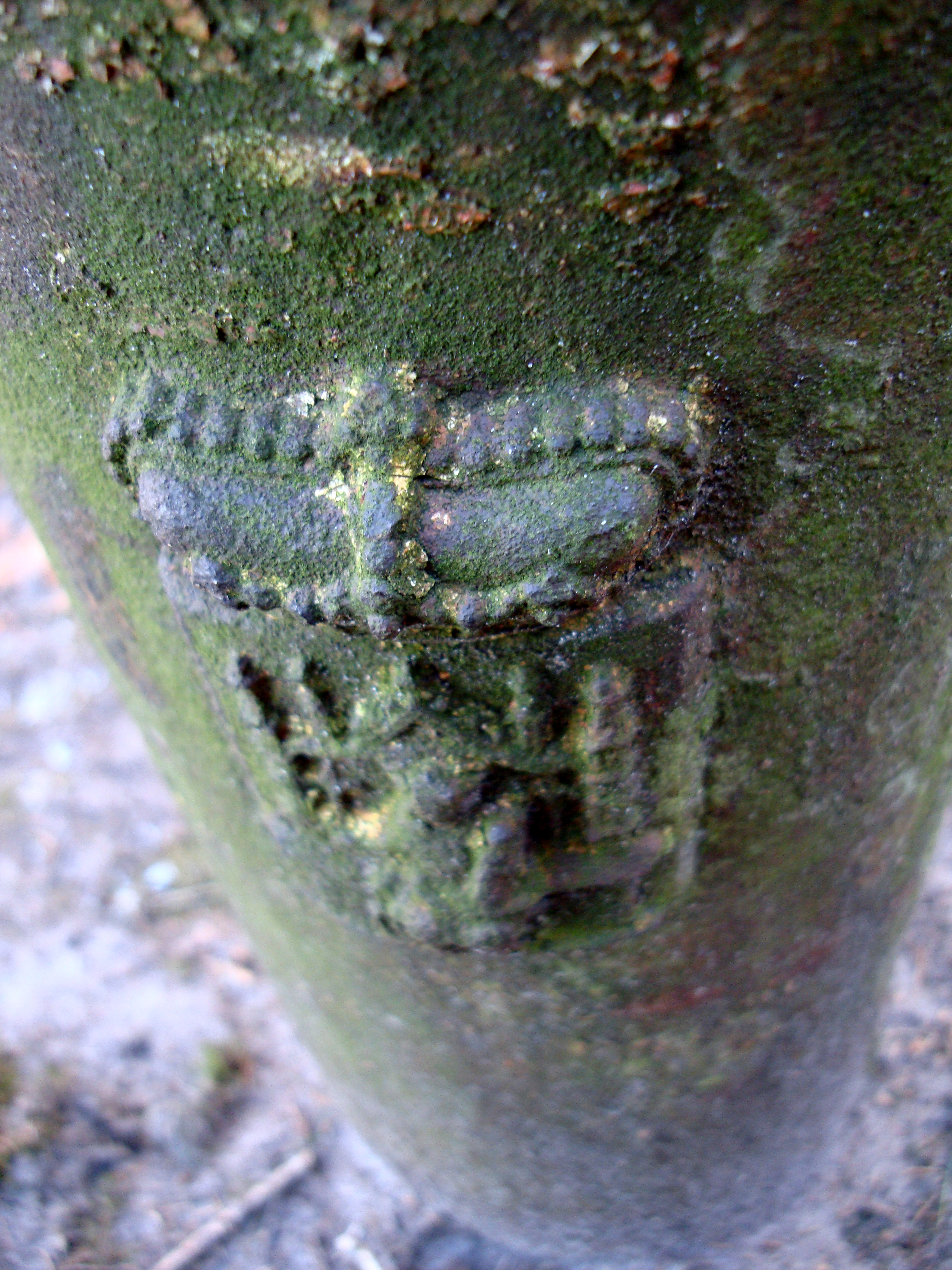
Grenspaal Drenthe-Overijssel
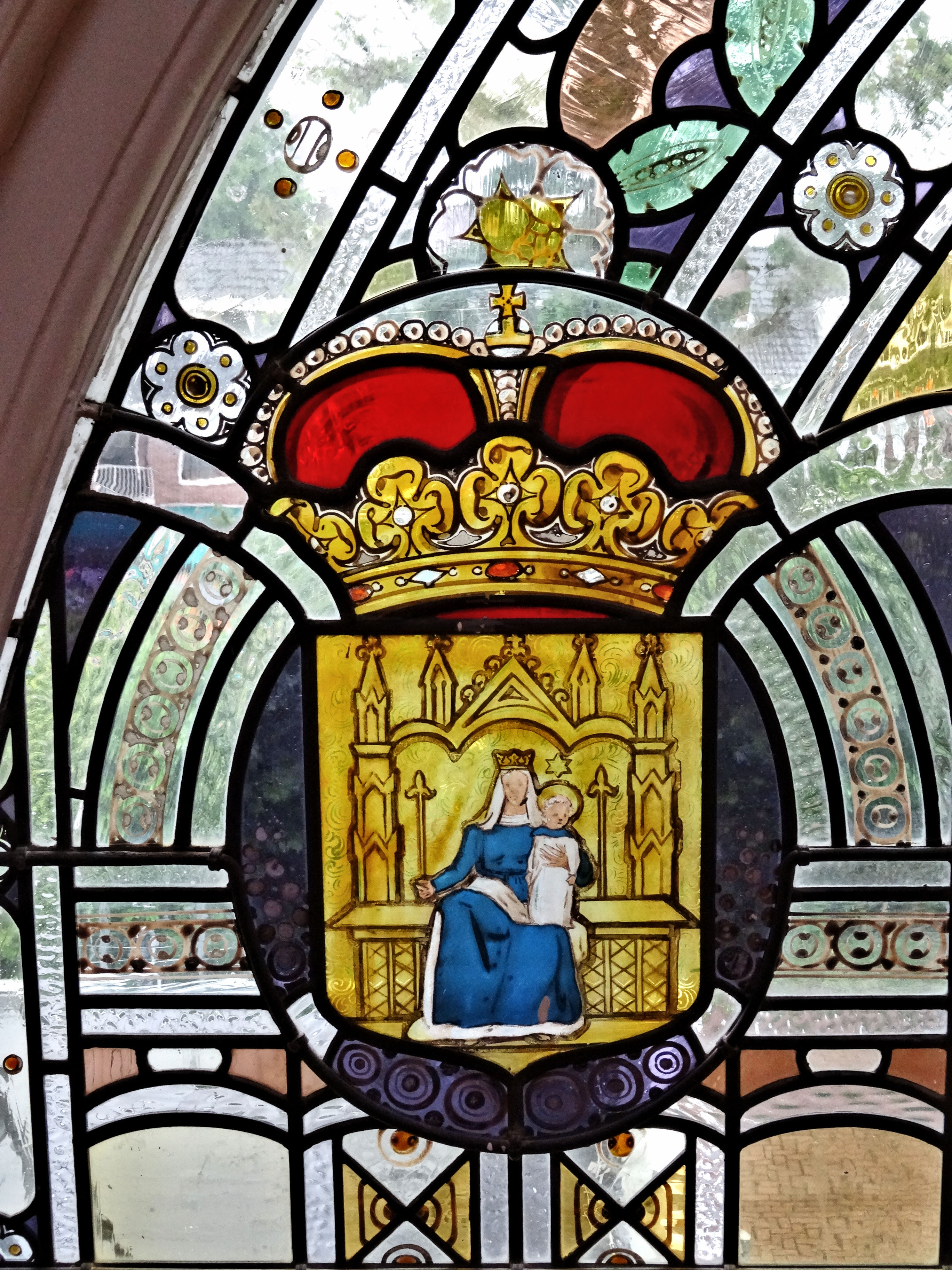
Detail glas-in-loodraam in Huize Ebbenerve te Assen
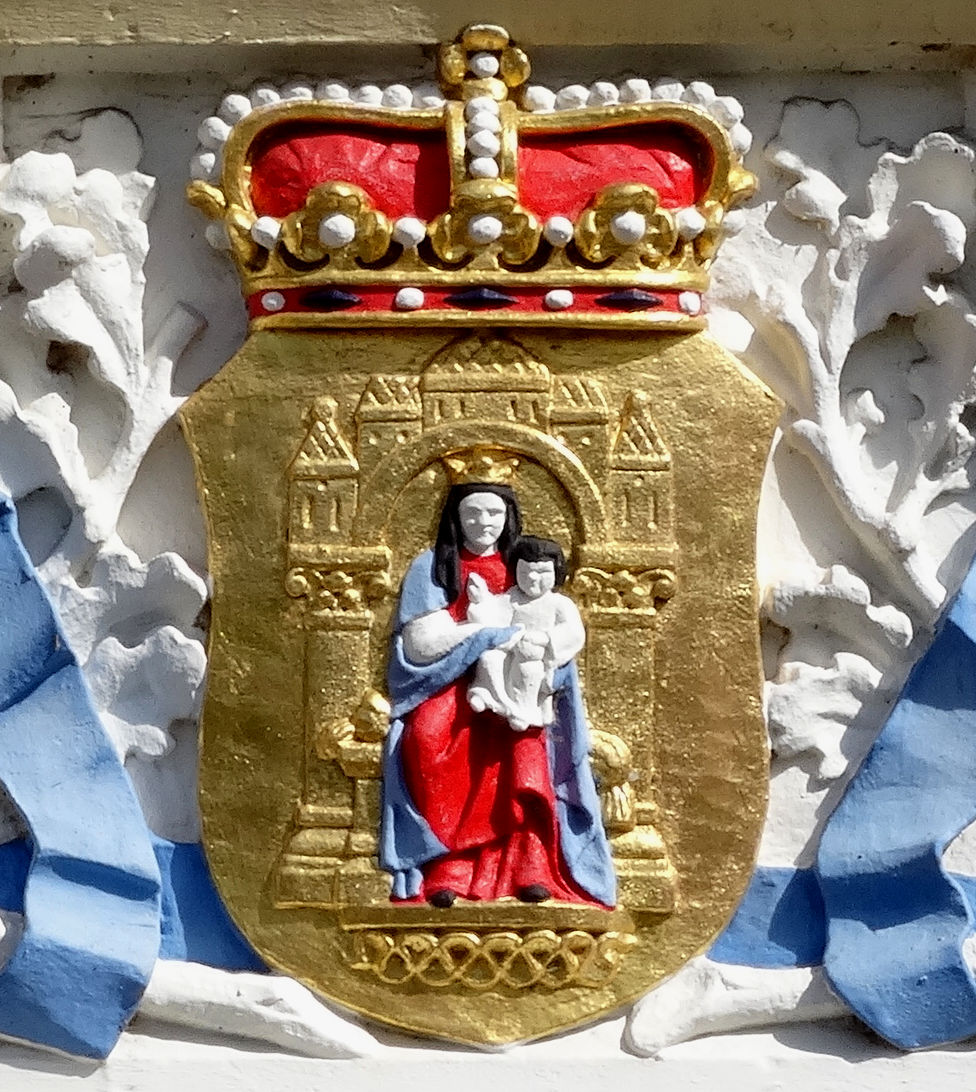
Entree Gouvernementsgebouw (Drents Museum)